# Dobrzynka (Górowo Iławeckie)
Dobrzynka (deutsch Guttenfeld) ist ein Ort in der polnischen Woiwodschaft Ermland-Masuren. Es gehört zur Landgemeinde Górowo Iławeckie (Landsberg) im Powiat Bartoszycki (Kreis Bartenstein), bis 1945 im Kreis Preußisch Eylau in Ostpreußen.

## Geographische Lage
Dobrzynka liegt im Nordwesten der Woiwodschaft Ermland-Masuren im südwestlichen Winkel des früheren Kreises Preußisch Eylau, 26 Kilometer südwestlich der einstigen und heute auf russischem Staatsgebiet gelegenen Kreisstadt Preußisch Eylau (russisch Bagrationowsk) bzw. 34 Kilometer westlich der heutigen Kreismetropole Bartoszyce (deutsch Bartenstein).

## Geschichte
Das einstige Kirchdorf Guttenfeld wurde 1374 erstmals als zum Kammeramt Worienen (polnisch Woryny) der Komturei Balga zugehörig erwähnt. Es entstand zum Teil auf prussischem Felde Laba-lauks (= „gutes Feld“), von dem es in der Übersetzung seinen Namen bekommen hat.
Das kleine Dorf wurde beim Poleneinfall 1414 empfindlich getroffen, doch gelang schon bald der Wiederaufbau. 1482 wurden dem Söldnerführer Hans Grobel wegen treuer Dienste das Kirchdorf und auch das Kirchenpatronat verliehen. Das bedeutete für das bisher freie Bauerndorf jetzt die Gutabhängigkeit resp. Gutsuntertänigkeit. 1519/21 erlitt Guttenfeld im „Reiterkrieg“ erneut schwerer Zerstörungen und Verluste.
1543 ging der Besitz des Dorfes Guttenfeld durch Verkauf an Georg Sack über, dem Eichholz (polnisch Dębowiec) und Hoppendorf (Grotowo) gehörte. 1642 wechselte der Besitz an die Familie von Kreytzen und 1692 an die Familie von Tettau. Durch Heirat kam die Familie von Massow 1752 an den Besitz.
1820 hatte Guttenfeld 24 Feuerstellen bei 172 Einwohnern, 1831 befanden sich dort bei 1.672 Morgen Land zehn Bauerngüter, sieben Kätner, fünf Handwerker, neun Instleute bei 206 Einwohnern.
Im Jahre 1874 wurde der Amtsbezirk Klein Steegen (polnisch Stega Mała) im ostpreußischen Kreis Preußisch Eylau, Regierungsbezirk Königsberg, errichtet. Guttenfeld gehört von Anfang an dazu. Das Dorf war inzwischen 421 Hektar groß und hatte 53 Haushaltungen bei 274 Bewohnern gewachsen. Im Jahre 1910 jedoch waren es nur noch 227 Einwohner.
Am 28. September 1930 kam die Gemeinde Guttenfeld durch Umbenennung zum Amtsbezirk Alt Steegen – bis 1945. 1933 belief sich die Zahl ihrer Einwohner auf 192, 1939 auf 174.
Durch die Abtretung des gesamten südlichen Teil Ostpreußens kam Guttenfeld in Kriegsfolge 1945 zu Polen und erhielt die polnische Namensform „Dobrzynka“. Das Dorf ist heute Teil der Gmina Górowo Iławeckie (Landgemeinde Landsberg) im Powiat Bartoszycki (Kreis Bartenstein), von 1975 bis 1998 der Woiwodschaft Olsztyn, seither der Woiwodschaft Ermland-Masuren zugehörig. Im Jahre 2022 zählte Dobrzynka 25 Einwohner.

## Kirche

### Kirchengebäude
Dass in Guttenfeld eine Kirche bestand, ist bereits für die Ordenszeit bezeugt. Mit der Reformation hielt die lutherische Lehre hier Einzug. Die alte Ordenskirche brannte 1709 durch Blitzschlag ab. Die daraufhin erbaute neue Kirche war 1876 baufällig. Am 19. November 1879 konnte die Gemeinde ein neuerbautes Gotteshaus einweihen, einen massiven Bau mit polygonalem Chorabschluss und einem holzverkleideten Turm. Die Ausstattung war neugotisch, die Kanzel befand sich über dem Altar. 1879 wurde auch eine Orgel eingebaut. Die Glocken waren bereits 1840 und 1869 gegossen.
Durch Kriegseinwirkungen nahm die Kirche 1945 schweren Schaden, sie stand aber noch mit Turm. Das Gebäude wurde zerstört und auch seine Reste sind verschwunden.

### Kirchengemeinde
Bereits in vorreformatorischer Zeit wurde Guttenfeld ein Gutsdorf, dessen Besitzer auch das Kirchenpatronat innehatte. Gehörte die Pfarrei früher zur Inspektion Peisten, so war sie bis 1945 in den Superintendenturbezirk Landsberg im Kirchenkreis Preußisch Eylau eingegliedert, der zur Kirchenprovinz Ostpreußen der Kirche der Altpreußischen Union gehörte. Die Geistlichen hatten 1925 insgesamt 1.250 Gemeindeglieder zu versorgen, die in einem Dutzend Dörfer, Ortschaften oder Wohnplätzen lebten.
Heute noch befindet sich mitten im Dorf ein alter Friedhof aus der Vorkriegszeit. Er ist sehr vernachlässigt. Bäume wachsen aus den Gräbern, Wurzeln machen die – kaum noch erkennbaren – Wege nahezu unzugänglich. Massive Eisenkreuze rosten vor sich hin und machen die Inschriften nahezu unlesbar, Moos frisst die Betongrabsteine.

### Kirchspielorte
Zum Kirchspiel Guttenfeld gehörten:
| Deutscher Name | Polnischer Name |  | Deutscher Name | Polnischer Name |  |
| -------------- | --------------- |  | -------------- | --------------- |  |
| Achthuben      | Reszkowo        |  | Louisenhof     | Meszniak        |  |
| Blumstein      | Kwiatkowo       |  | Sophienhof     | Włodkowo        |  |
| Friedrichshof  | Wierzbięcin     |  | Stobbenbruch   | Porąbki         |  |
| Hoppendorf     | Grotowo         |  | Waldheil       | Ciszyna         |  |
| Klein Steegen  | Stega Mała      |  | Wilhelmsberg   | Okopek          |  |

### Pfarrer
Von der Reformation bis 1945 amtierten an der Guttenfelder Kirche die evangelischen Geistlichen:
- NN., bis 1590
- Valentin Damerau, 1590–1593
- Joachim Schultz (1616)
- Balthasar Koch, ab 1668
- Joachim Pithius
- Christoph Stürmer, 1689–1710
- David Braun, bis 1718
- Christ. F. Burckhard, 1718–1725
- Christ. Melchior Schultz, 1726–1769
- Joh. Eberhard Schultz, 1769–1798
- Ernnst Gustav Schultz, 1798–1810
- Carl Ludwig Streck, 1811–1812
- NN., 1812–1842
- Wilhelm Eduard Schultz, 1842–1853
- Robert Hch. G. Fleischer, 1854–1867
- Joh. Aug. Adalb. Gundel, 1868–1877
- Paul Gustav Ad. Strehl, 1878–1880
- Gustav Adolf Malletke, 1881–1885
- Gustav Rudolf Rathke, 1885–1895
- Friedrich Joh. Rathke, 1895–1907
- Karl Langkau, 1907–1911
- Willy Pensky, 1911–1915
- Walter Burgschat, 1915–1925
- Kurt von Grot, 1926–1929
- Kurt Dettmar, 1931–1932
- Friedrich Knoch, 1932–1933
- Vakanz
- Bruno Welz, 1937–1945

## Schule
Eine Schule wurde in Guttenfeld um 1740 gegründet.

## Verkehr
Dobrzynka liegt an einer Nebenstraße, die Stega Mała (Klein Steegen) mit Pluty (Plauten) an der Woiwodschaftsstraße 512 verbindet. Eine von Dębowiec (Eichholz) an der Woiwodschaftsstraße 510 (einstige deutsche Reichsstraße 126) über Okopek (Wilhelmsberg) kommende Straße endet in Dobrzynka. Eine Bahnanbindung existiert nicht.